# Viacheslav Jrynin
Viacheslav Aleksándrovich Jrynin (en ruso: Вячесла́в Алекса́ндрович Хры́нин; Moscú, Unión Soviética; 20 de agosto de 1937-Moscú, Rusia; 31 de octubre de 2021) fue un baloncestista ruso que consiguió cuatro medallas en competiciones internacionales con la Unión Soviética. Con 1,82 m de altura, se desempeñó en la posición de base.

## Carrera deportiva
Entre 1959 y 1965 fue instructor deportivo del MBC Dinamo Moscú. Posteriormente, entre 1966 y 1970 fue entrenador del departamento de baloncesto del Comité de Deportes de la URSS. Más tarde también sería jefe del departamento de balonmano y rugby. Entre 1977 y 1987 se desempeñó como Secretario Ejecutivo de la Federación de Baloncesto de la URSS.
Fue galardonado con la Orden de la Amistad de los Pueblos en 1982 y con la Orden de la Insignia de Honor.